# RDS-3
RDS-3 (russisch: РДС-3 für Реактивный Двигатель Специальный, Reaktiwny Dwigatel Spezialny, auch „Objekt 501M“) ist die Bezeichnung einer sowjetischen Kernwaffe. Weitere Typen finden sich in der Liste von sowjetischen und russischen Fliegerbomben.

## Entwicklung
Die sowjetischen Atombomben RDS-1 und RDS-2 basierten auf Plutonium. Da sich mit diesem Prinzip nur eine relativ geringe Sprengkraft erreichen ließ, forcierte die Sowjetunion die Uran-Anreicherung. Als hochangereichertes Uran verfügbar wurde, begann das Entwicklungsbüro KB-11 um Juli Borissowitsch Chariton die RDS-3 zu entwickeln. Die Bombe enthielt 7 kg hochangereichertes Uran und 3,5 kg Plutonium.

## Test
Am 18. Oktober 1951 um 9:52 Uhr wurde mit diesem Typ erstmals in der Sowjetunion der Einsatz einer solchen Waffe vom Flugzeug aus getestet. Sie wurde aus einer in 10 km Höhe fliegenden Tu-4A der 72. selbständigen Bomberstaffel über dem Atomwaffentestgelände Semipalatinsk abgeworfen und explodierte in 380 m über Grund. Die Bombe entwickelte eine Sprengkraft von 42-kt-TNT. Das Flugzeug wurde von Kapitän Konstantin I. Oosachow und Kopilot Wassili I. Koorejew gesteuert. Zur Sicherheit begleiteten eine weitere Tu-4 mit einer Attrappe einer FAB-1500HE Bombe und zwei Lawotschkin La-11 die Tu-4A bis in die Nähe des Abwurfplatzes. Die zweite Tu-4 sollte, wenn die Zielsysteme des mit der Atombombe bewaffneten Flugzeugs versagen sollten, die Führung übernehmen. Mit Hilfe einer Reihe von tonmodulierten Funksignalen an die Tu-4A und dem Abwurf der Bombenattrappe sollte der genaue Abwurfort und -zeitpunkt an diese übermittelt werden.

## Serienfertigung und Weiterentwicklung
Dieser erste erfolgreiche Nukleartest unter realen Einsatzbedingungen bewog die sowjetische Führung, die Serienfertigung der RDS-3 unverzüglich anlaufen zu lassen und die Umrüstung einzelner Tu-4 zu Kernwaffenträgern zu beschleunigen. Bis März 1952 wurden drei RDS-3 produziert. Die Serienfertigung der RDS-3 begann im Jahr 1953 mit etwa 20 Stück pro Jahr. Die RDS-3I war eine weiterentwickelte Version der RDS-3 mit einem externen 210Polonium-Beryllium-Neutroneninitiator, welche die Sprengkraft der Bombe durch eine bessere zeitliche Abstimmung der Kettenreaktion verstärken sollte. Der erste Test dieser Version erfolgte am 23. Oktober 1953, wobei eine Sprengkraft von 62 kt gemessen wurde. Die RDS-3T war eine modernisierte Version der RDS-3.